# Хайрул
Хайрул (англ. Hyrule) — вымышленный мир, в котором разворачивается действие большинства игр серии The Legend of Zelda. Создан японским геймдизайнером Сигэру Миямото. По его словам, источником вдохновения стали детские воспоминания об исследованиях окрестностей родительского дома в Киото.
Помимо игр и комиксов Nintendo, этот мир является местом действия и других художественных произведений. Примеры — серия манга дуэта авторов под псевдонимом Акира Химекава, изданная компанией Shogakukan (на английском — дочерней компанией VIZ Media), комикс издательства Valiant Comics а также вебкомикс Penny Arcade.
Журнал Nintendo Power в выпуске 2010 года включил Хайрул в пятёрку «чудесных миров» Nintendo.

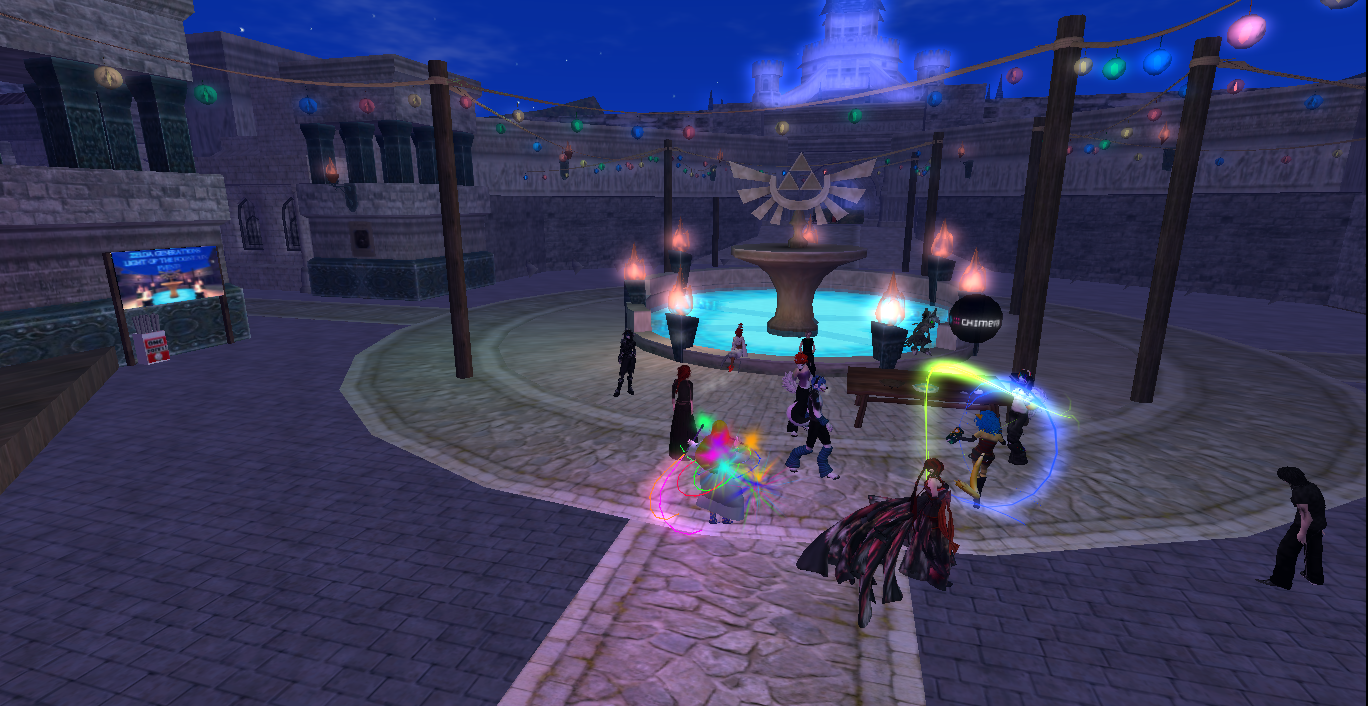
Хайрульский город, воссозданный в игре Second Life

## Название и происхождение мира
История сотворения Хайрула и события ранних периодов описываются в различных играх серии не напрямую, поскольку являются древней историей мира, но опосредованно, через легенды, устные предания и упоминания в различных источниках.
Согласно легенде, прозвучавшей в The Legend of Zelda: Ocarina of Time, мир был сотворён тремя богинями: Дин, Фарор и Найру. Дин (англ. Din), богиня Силы, сотворила географию мира; Фарор (англ. Farore), богиня Смелости, создала жизнь (разумные расы, а также флору и фауну), а Найру (англ. Nayru), богиня Мудрости, разработала законы, по которым мир существует и развивается.
После сотворения богини вознеслись на небеса, оставив три золотых треугольника, в которые они вложили частицу своей божественной силы, достаточной для управления всем миром. Этот артефакт получил название Triforce и часто является объектом, за которым охотятся различные тёмные силы, что даёт обоснование для новых приключений в мире Хайрул. Изначально хранение артефакта было поручено четвёртой богине, которую звали Хайлия (англ. Hylia). Её имя и дало название народу людей, сплотившихся вокруг Хайлии — Хайлийцы (англ. Hylian), которые стали именовать своё королевство Хайрул, и уже впоследствии это название распространилось и на мир. Принцессы Хайрула, традиционно носящие имя Зельда, являются потомками Хайлии, а иногда и реинкарнациями.

## География
Поскольку хронология серии охватывает значительный временной промежуток, география мира меняется от игры к игре.
- Земля Хайрул (англ. The Land of Hyrule) — обширная территория, которой правит Королевская Семья Хайрула, и где разворачивается действие почти всех игр серии. Ландшафты на этой территории достаточно разнообразны — имеются леса, горы, поля, пустыни. Имеются многочисленные деревни и города.
- Великое Море (англ. The Great Sea) — океан, образовавшийся на месте Хайрула после затопления его богами с целью остановить Гэнона. Вершины хайрульских гор стали островами. В этом океане происходит действие игры The Wind Waker и частично Phantom Hourglass.
- (англ. Holodrum) — земля, в которой происходит действие игры Oracle of Seasons. Граничит с Labrynna. Населена людьми, горонами и моблинами.
- (англ. Labrynna ) — место действия игры Oracle of Ages. Граничит с Holodrum. Столица — Lynna City.
- (англ. Koholint) — остров, где происходит действие Link’s Awakening. Строго говоря, не относится к Хайрулу, и вообще является воображаемым местом, существующим только в снах Ветровой Рыбы (англ. The Wind Fish) — китоподобного бога-рыбы.
- Священное Царство (англ. Sacred Realm) — мистический параллельный мир, созданный Тремя Богинями для содержания Трифорса. В центре этого мира расположен Замок Света (англ. Temple of Light), где и хранится Трифорс. Во время событий игры Ocarina of Time, Гэнондорф смог проникнуть в это царство и попытался заполучить Трифорс, но поскольку его сердце не было в равновесии, ему достался только Трифорс Силы (или Власти — англ. Triforce of Power). После этого Священное Царство, захваченное Гэнондорфом, превратилось в Тёмный Мир, а потом было запечатано Семерыми Мудрецами. Упоминается также в играх A Link To The Past и Twilight Princess.

## Народы
Хайрул населяют различные разумные существа — как люди, так и человекоподобные существа.

### Люди
Люди Хайрула имеют длинные заострённые уши. Обычно в фэнтези это является атрибутом эльфийских рас, но здесь прямо звучит именование «люди» (англ. humans), упоминающееся в некоторых играх серии (напр. Twilight Princess).
- Хайлийцы (англ. Hylian) — люди, «титульная нация» Хайрула. Имеют, в основном европеоидную внешность. Главный протагонист серии (Линк) — хайлиец.
- Шиика (англ. Shiekah) — по внешности похожи на хайлийцев, но носят иную одежду. В игре Ocarina of Time Зельда маскируется, надев одежду шейка и назвавшись именем Шейк (англ. Sheik). В прошлом имели развитые магические технологии (так, в игре Breath of the Wild Линк оперирует сохранившимся древним артефактом «Камень Шиика», в части функций частично напоминающим планшетный компьютер, а по внешнему виду — геймпад от предыдущей консоли компании Nintendo — Wii U).
- Герудо (англ. Gerudo) — воинственный народ жаркой песчаной Пустыни Герудо. От хайлийцев отличаются более крупным и крепким телосложением, более тёмными оттенками кожи и увеличенным носом. Но основная особенность этого народа — отсутствие мужчин. Мальчики рождаются крайне редко (один раз в сто лет). Единственный известный мужчина герудо — главный антагонист серии Ганондорф. Чтобы родить ребёнка, женщинам герудо нужны мужчины из других народов. Зачастую мужчин просто похищают, пользуясь своей физической силой. По отношению к Линку иногда бывают дружественны, но чаще враждебны. В их одежде преобладают стереотипные восточные мотивы.
- Кокири (англ. Kokiri) — обитатели лесов. Их традиционная одежда — зелёная туника и колпак, из-за чего среди фанатов игры часто встречалось ошибочное предположение, что Линк, носящий схожий костюм, происходит из этого народа. Ocarina of Time, Wind Waker

### Другие существа
- Миниш(англ. Minish), они же Пикори (англ. Picori) — обитатели Лесов Миниш (Minish Woods) на юго-востоке Хайрула, пришельцы из параллельного Мира Миниш (англ. Minish World), дверь в который из Хайрул открывается раз в сотню лет. Хайлийцам он известны как Пикори, а Миниш — их самоназвание. Из этого народа происходит Ваати, антагонист в играх The Minish Cap, Four Swords и Four Swords Adventures. Миниатюрные создания, напоминающие мышей или других грызунов. Пришельцы из Мира Миниш. Их могут увидеть только дружественно настроенные дети других народов. В игре The Minish Cap озвучивается легенда: во время вторжения армии монстров в далеком прошлом Пикори дали Герою Людей легендарный Меч Пикори и Силу Света, с помощью которых герой и одержал победу. Затем, когда Ваати захватывает власть в Хайруле, Пикори помогают Линку и подсказывают, как восстановит Меч Пикори.
- Ануки (англ. Anouki) — коренные жители холодных, ледяных окраин Хайрула. Одеваются в меховые парки c закрытыми рукавами, напоминающие ласты. В целом, их внешний вид напоминает пингвинов. Сверху капюшона у них торчат оленьи рога. Встречаются в играх Phantom Hourglass и Spirit Tracks. Отличаются крайней честностью. К Линку относятся дружественно и всегда рады помочь ему.
- Зора (англ. Zora) — Человекоподобные существа, имеющие черты рыб — рыбий хвост на затылке, плавники на руках и т. п. Обитатели морей.
- Рито (англ. Rito) — птицелюди. Встречаются в играх Wind Waker (где их внешность — в основном людская, с отдельными птичьими чертами — клювом, крыльями), Breath of the Wild (где это птицы с человеческим поведением).
- Гороны (англ. Gorons) — обитатели горных местностей. Питаются камнями и молоком, имеют чрезвычайную физическую силу и прочность. Телосложение плотное. Основное занятие — шахтёры. Встречаются во многих играх серии. В основном, добрые и дружественные Линку.
- Моблины (англ. Moblins) — кабаноподобные прямоходящие существа. Враждебны Линку. Встречаются довольно часто.
- Деку (англ. Deku) — маленькие растениеподобные существа, живущие в лесах.